# Jill Scott (calciatrice)
Jill Louise Scott (Sunderland, 2 febbraio 1987) è un'ex calciatrice inglese, di ruolo centrocampista.
Durante la sua ultradecennale carriera ha conquistato, entrambe le volte con la maglia del Manchester City, una Super League Cup nel 2014 e un titolo nazionale nel 2016. Ha giocato con la nazionale inglese dal 2006 al 2022; al Mondiale di Canada 2015 ha conquistato con le compagne il terzo posto nel torneo. Ha inoltre rappresentato la Gran Bretagna nel torneo di calcio femminile delle Olimpiadi di Londra 2012.

## Biografia

### Vita privata
Jill Scott è legata sentimentalmente a Shelly Unitt, sorella della calciatrice internazionale Rachel Unitt.
Scott e Unitt gestiscono un coffee shop a Manchester chiamato BOXX2BOXX, stilizzazione dell'espressione inglese Box to box («da un'area all'altra»), ovvero il soprannome dato a Jill Scott in carriera per le sue doti di incursore.

## Palmarès

### Club
- Campionato inglese: 1

Manchester City: 2016
- FA Women's Cup: 4

Everton: 2009-10
Manchester City: 2016-17, 2018-19, 2019-20
- FA Women's League Cup: 3

Manchester City: 2014, 2016, 2018-19
- FA Women's Premier League Cup: 1

Everton: 2007-08

### Internazionale
- Campionato d'Europa: 1

2022
- Arnold Clark Cup: 1

2022

### Individuali
- FA WSL PFA Team of the Year: 1

2014-15